# Baby Broker
Baby Broker (kor. 브로커) – koreański film dramatyczny z 2022 roku w reżyserii Hirokazu Koreedy. W głównych rolach wystąpili Song Kang-ho, Dong-won Gang i Doona Bae. Film miał premierę 26 maja 2022 roku na 75. MFF w Cannes.

## Fabuła
Sang-hyun razem ze swoim przyjacielem Dong-soo prowadzi pralnię. Pewnej nocy do okna życia w plebanii, w której sobie dorabiają, trafia niemowlę. Mimo pozostawionej przy nim kartki, obaj są przekonani, że nikt nie ma zamiaru po nie wrócić, więc decydują się sprzedać je parze, która nie może począć własnego dziecka. Po czasie zwraca się do nich jednak biologiczna matka, która mimo początkowego nastawienia daje się przekonać, że chcą oni dla jej syna jak najlepiej, więc razem z nimi wybiera się w podróż, aby odnaleźć mu nowych rodziców.

## Obsada
- Song Kang-ho jako Sang-hyeon
- Dong-won Gang jako Dong-soo
- Doona Bae jako Soo-jin
- Lee Ji-eun jako So-young
- Joo-young Lee jako detektyw Lee
- Seung-soo Im jako Hae-jin
- Ji-yong Park jako Woo-sung
- Gil-woo Kang jako Pan Im
- Hee-jin Choi jako żona biologicznego ojca Woo-sunga[2]

## Odbiór

### Reakcja krytyków
Film spotkał się z dobrą reakcją krytyków. W agregatorze recenzji Rotten Tomatoes 88% z 51 recenzji uznano za pozytywne. Z kolei w agregatorze Metacritic średnia ważona ocen z 16 recenzji wyniosła 74 punktów na 100.

## Nagrody i nominacje
| Nagroda                                        | Kategoria | Wynik     |
| ---------------------------------------------- | --- | --------- |
| Festiwal Filmowy w Cannes                      | Nagroda Jury Ekumenicznego - Nagroda główna (Hirokazu Koreeda)                                                      | Wygrana   |
| Festiwal Filmowy w Cannes                      | Złota Palma - Udział w konkursie głównym (Hirokazu Koreeda)                                                         | Nominacja |
| Festiwal Filmowy w Cannes                      | Złota Palma - Najlepszy aktor (Song Kang-ho)                                                                        | Wygrana   |
| Międzynarodowy Festiwal Filmowy w Toronto      | Nagroda Festiwalowa w sekcji 'Prezentacje Specjalne' ('Special Presentations') - Udział w sekcji (Hirokazu Koreeda) | Nominacja |
| Międzynarodowy Festiwal Filmowy Nowe Horyzonty | Sekcja mBank Pokazy Galowe - Udział w sekcji (Hirokazu Koreeda)                                                     | Nominacja |